# Localité désignée
Une localité désignée (LD) est un type de communauté ou de région démographique identifiée par Statistique Canada à des fins statistiques. Les localités désignées sont délimitées à chaque recensement décennal. Les localités désignées ont les mêmes caractéristiques qu'une localité incorporée à l'exception qu'elles n'ont pas de gouvernement municipal. Elles sont délimitées à la demande du gouvernement fédéral ou d'un gouvernement provincial afin de fournir des données pour les concentrations de population établies qui sont identifiables par un nom, mais qui ne sont pas incorporées légalement selon les lois de la province dans lesquelles elles sont situées. Les frontières des localités désignées n'ont pas de valeur légale. Ce ne sont pas toutes les localités non incorporées qui obtiennent le statut de localité désignée.